# Demografia da Alemanha

Evolução da demografia da Alemanha

A Demografia da Alemanha é monitorada pelo Statistisches Bundesamt (Escritório Federal de Estatística Alemão). De acordo com o primeiro censo feito desde a reunificação, a população da Alemanha, em setembro de 2022, era de 84 270 625 pessoas, fazendo deste país o décimo-sexto mais populoso do mundo e o mais populoso da União Europeia. Sua taxa de fecundidade é de 1,59 (em 2016), abaixo da taxa de reposição ideal que seria de 2,1. Em 2008, a taxa de fertilidade andava paralelo a taxa de desenvolvimento (mulheres com menores índices de educação estavam tendo mais filhos, enquanto mulheres com alto nível acadêmico tendem a engravidar em nível bem menor). Em 2011, no leste da Alemanha, este quadro mudou, com as mulheres com grandes níveis de educação tendo quase tantos filhos quanto as demais. Pessoas que não tem religião tendem a ter menos filhos do que aqueles que se intitulam cristãos; dentre os cristãos, aqueles mais conservadores tendem a ter mais filhos que os progressistas. A fertilização in vitro é legal na Alemanha, com idade limite de até 40 anos.
O Fundo de População das Nações Unidas lista a Alemanha como o país com a segunda maior quantidade de imigrantes no mundo, atrás apenas dos Estados Unidos. Cerca de 20,8 milhões de pessoas que vivem em território alemão são ou imigrantes ou descendentes de imigrantes (de primeira e segunda geração, incluindo pessoas com etnia misturada com alemão e alemães étnicos repatriados de outras nações), ou aproximadamente um-quarto do número total de habitantes do país. Destes, cerca de 72% tinham origem europeia. Em 2018, aproximadamente 60,8 milhões de alemães não possuíam nenhuma origem estrangeira (uma queda de 10% se comparado com números de 2005), enquanto o número de estrangeiros subiu cerca de 30% no mesmo período. Dentre a população estrangeira, perto de 96% residem na Alemanha Ocidental e em Berlim. Ainda em 2018, perto de 52% dos estrangeiros vivendo na Alemanha (ou 10,9 milhões de pessoas) não tem cidadania alemã. O maior grupo étnico não-alemão são os turcos (quase 2,8 milhões de imigrantes e descendentes). Desde a década de 60, a Alemanha virou um grande centro para imigração e a partir da reunificação este número cresceu exponencialmente. A maioria dos novos imigrantes a partir da década de 1990 vinham da Europa meridional e oriental, além de asiáticos, pessoas do Oriente Médio, do continente americano e África. Após a Segunda Guerra Mundial, para ajudar na reconstrução, a Alemanha recebeu muitos trabalhadores estrangeiros, incluindo centenas de milhares de turcos. Com o passar das décadas, estes trabalhadores e seus descendentes receberam cidadania alemã. O país também foi se tornando um centro para refugiados, já que a constituição alemã lista "asilo político" como um direito humano, mas restrições foram, aos poucos, sendo implementadas ao longo dos anos.
Com uma economia de mercado aberto, mantendo paralelo a isso um Estado de bem-estar social, a Alemanha possui um dos maiores índices de produtividade econômica, educação e desenvolvimento tecnológico do mundo. Desde a Segunda Guerra Mundial, o número de estudantes estrangeiros que buscam entrar nas universidades alemãs mais que triplicou, e suas escolas de tecnologia e comércio estão entre as melhores do planeta. Com uma média de paridade do poder de compra de $41,370 em 2012, a Alemanha é uma sociedade predominante de classe média, como altos padrões de qualidade de vida. Contudo, o número de crianças nascidas em pobreza vem crescendo, principalmente em regiões majoritariamente formadas por imigrantes. Em 1965, uma em cada 75 crianças nascidas na Alemanha estavam recebendo algum tipo de auxílio governamental. Em 2007, esse número havia subido vertiginosamente para uma em cada 6, embora o número de pessoas em pobreza absoluta tenha caído.

## Etnias e imigração
Atualmente a Alemanha conta com uma população de 84,2 milhões de habitantes. Sua composição étnica (em 2019) era a seguinte:
| Etnia e Origem                                                            | Porcentagem (%) |
| ------------------------------------------------------------------------- | --------------- |
| Alemães e outros europeus (poloneses são o maior grupo étnico não alemão) | 87,4%           |
| Asiáticos (incluindo turcos, o maior grupo étnico não europeu)            | 9,1%            |
| Africanos (maioria da região Subsariana)                                  | 1,2%            |
| Americanos (maioria dos Estados Unidos)                                   | 0,7%            |

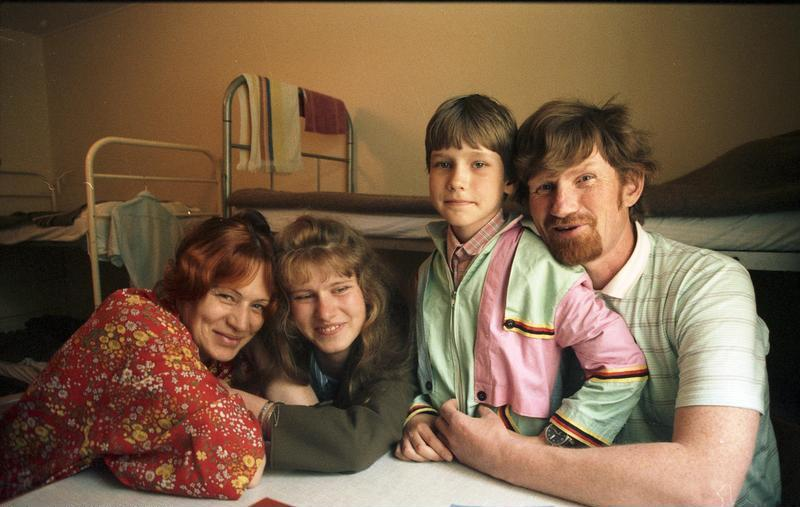
Uma família de "Spätaussiedler" (pessoas etnicamente alemãs repatriadas no país). Embora sejam de descendência alemã, eles são considerados "imigrantes" pois nasceram no estrangeiro

Com uma população de 84 milhões de pessoas (em 2022), cerca de 74% da população (um pouco mais de 60 milhões de pessoas) são considerados etnicamente alemães (com seus quatro avós nascidos na Alemanha). A expectativa de vida é 80,19 anos (77,93 para homens e 82,58 para mulheres) e a taxa de fecundidade era, em 2011, perto de 1,41 filhos por mulher fértil, ou 8,33 nascimentos por 1000 habitantes, alguns dos índices mais baixos do mundo. Contudo, a Alemanha vêm testemunhando um aumento no número de nascimentos, além da nova onda de imigrações que começaram na década de 2010, que se diferenciava das outras ondas devido a entrada de pessoas com índices de educação superiores.
Até 2019, em torno de 13,7 milhões de pessoas (cerca de 17% de uma população de 82 milhões, na época) que viviam na Alemanha eram imigrantes de primeira geração. A maioria dos novos imigrantes vêm de outros países da Europa (como Rússia, Polônia, Bulgária, Romênia, Albânia e Itália) e também Oriente Médio (como Síria e Turquia), com um grande número recente de sul-americanos e também asiáticos em geral. A Alemanha é considerada o segundo destino mais atraente para imigrantes, atrás apenas dos Estados Unidos. O governo alemão, nos últimos 50 anos, tem adotado uma política de atrair imigrantes qualificados para manter sua força de trabalho suprida, devido a sua população nativa envelhecida e com índices de natalidade baixos.
Em 2015, cerca de 476 649 pessoas pediram asilo para a Alemanha.
Até 2022, cerca de 23,8 milhões de pessoas que viviam no território alemão, ou até 28,7% da população total do país, tinha origem imigrante (no geral, por volta de 18% da população da Alemanha nasceu fora país).

## Religião

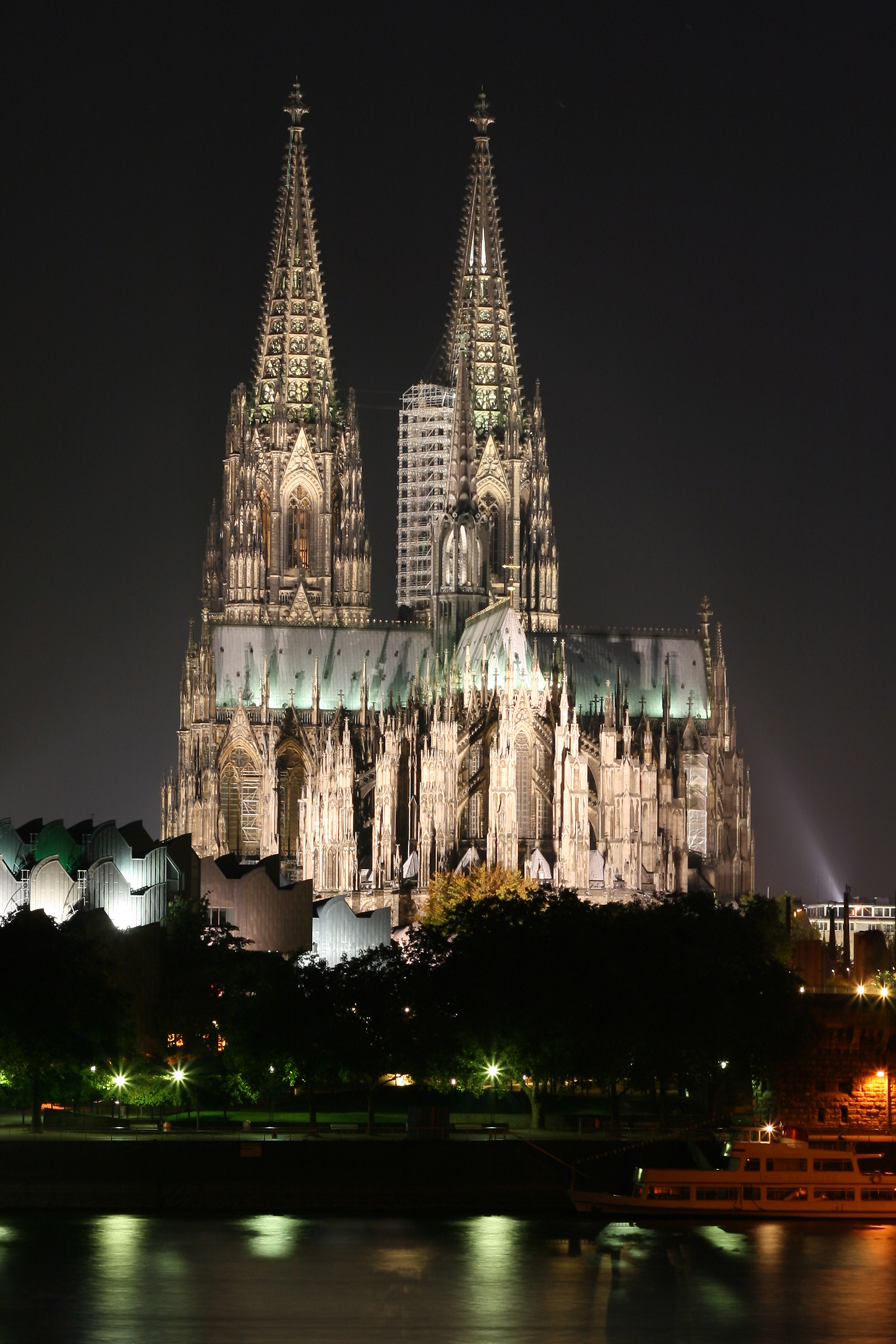
A Catedral de Colónia é um Patrimônio Mundial da UNESCO.

As maiores confissões religiosas na Alemanha são o luteranismo e o catolicismo, respetivamente, com 24.9% e 27.2% de fiéis. Cerca de 38,8% de alemães se declararam não religiosos ou ateus. Seguem como minorias, o islamismo (4%), seguido pelo judaísmo e o budismo (ambos com 0,25%). O Hinduísmo tem apenas 90.000 seguidores (0,1%), enquanto outras religiões correspondem a 50 mil pessoas ou 0,05% da população alemã.
Desde Martinho Lutero, e a Reforma Protestante, a Alemanha foi o palco de conflitos religiosos entre os seguidores de Lutero, posteriormente chamados de luteranos, geralmente mais numerosos no norte, e os católicos, regra geral mais fortes no sul. No entanto, a distribuição das religiões está longe de ser homogênea. Na Alemanha prevaleceu o princípio Cuius regio, eius religio. Uma região marcada pelo feudalismo, na Alemanha do tempo dos conflitos religiosos, os súbditos tinham de adotar a religião defendida pelos nobres da região em que viviam. Caso contrário, eram frequentemente obrigados ao exílio. O resultado desta evolução é uma manta de retalhos quanto às denominações religiosas e o atraso da unificação alemã, já aspirada antes da Reforma Protestante.
Zonas com uma população predominantemente católica são a Baviera e a zona da Renânia. O Papa Bento XVI nasceu na Baviera. Zonas com uma população predominantemente luterana são os estados do leste e do norte. No norte, ao longo da fronteira com os Países Baixos, há também a presença de calvinistas. Povos não religiosos, incluindo ateus e agnósticos, são crescentes em número e proporção, uma tendência constatada tanto na Alemanha quanto em outros países europeus. Na Alemanha eles se concentram principalmente na antiga Alemanha Oriental e nas áreas metropolitanas.
Dos 3,3 milhões de muçulmanos, a maioria são de Sunitas e Alevitas provenientes da Turquia, mas tem um pequeno número de Xiitas. 1.7% da população total do país declaram-se Cristão ortodoxos, Sérvios e Gregos são os mais numerosos. A Alemanha tem a terceira maior população judaica da Europa Ocidental. Em 2004, o dobro de judeus das repúblicas ex-soviéticas se estabeleceram na Alemanha do que em Israel, trazendo o total de judeus a 200.000, comparado aos 30.000 logo após à reunificação alemã. Grandes cidades com uma população judaica significante incluem Berlim, Frankfurt e Munique. Aproximadamente 250.000 Budistas ativos vivem na Alemanha; 50% deles são de imigrantes asiáticos.
De acordo com Pesquisa Eurobarômetro de 2005, 47% dos cidadãos alemães responderam "Eu acredito que exista um Deus", enquanto 25% concordou com "Eu acredito que exista algum tipo de força espiritual ou vital" e 25% disse "Eu não acredito que exista qualquer tipo de espírito, deus, ou força vital".

## Línguas

Conhecimento do alemão na União Europeia e outros países europeus. (Clique para mais detalhes)

O alemão é a língua oficial e a predominantemente falada na Alemanha. É uma das 23 línguas oficiais da União Europeia, e uma das três línguas de trabalho da Comissão Europeia, junto com o inglês e o francês. Línguas minoritárias reconhecidas na Alemanha são o dinamarquês, sorábio, romani e o frísio. Elas são oficialmente protegidas pelo CELRM. As línguas imigrantes mais usadas são o turco, o polonês, as línguas dos Balcãs e o russo.
O alemão padrão é uma língua germânica ocidental e é próxima e classificada no mesmo grupo do inglês, holandês e do frísio. Com menos confluência, é também relacionada às línguas germânicas setentrionais e às orientais (extintas). A maioria do vocabulário alemão é derivado do braço germânico da família das línguas indo-europeias. Uma minoria significativa de palavras deriva do latim, do grego, do francês e, mais recentemente, do inglês (conhecido como Denglisch). O alemão é escrito usando o alfabeto latino. Além das 26 letras padrões, o alemão tem três vogais com Umlaut, ä, ö e ü, assim com o Eszett ou scharfes S (s forte) que é escrito "ß" ou alternativamente "ss".
Os dialetos alemães são distinguidos por algumas variações do alemão padrão. Os dialetos alemães são as variações locais tradicionais e derivam das diferentes tribos germânicas que hoje compõe a Alemanha. Muitas delas não são facilmente compreensíveis para alguns que apenas conhecem o alemão padrão, porque elas apresentam diferenças do alemão padrão no léxico, fonologia e sintaxe.
Em todo o mundo o alemão é falado por aproximadamente 100 milhões de falantes nativos e mais 80 milhões de falantes não-nativos. O alemão é a língua principal de aproximadamente 90 milhões de pessoas (18%) na UE. 67% dos cidadãos alemães dizem serem capazes de comunicar-se em pelo enos uma língua estrangeira, 27% em pelo menos duas línguas além da materna.